# Jürgen Mittelstraß

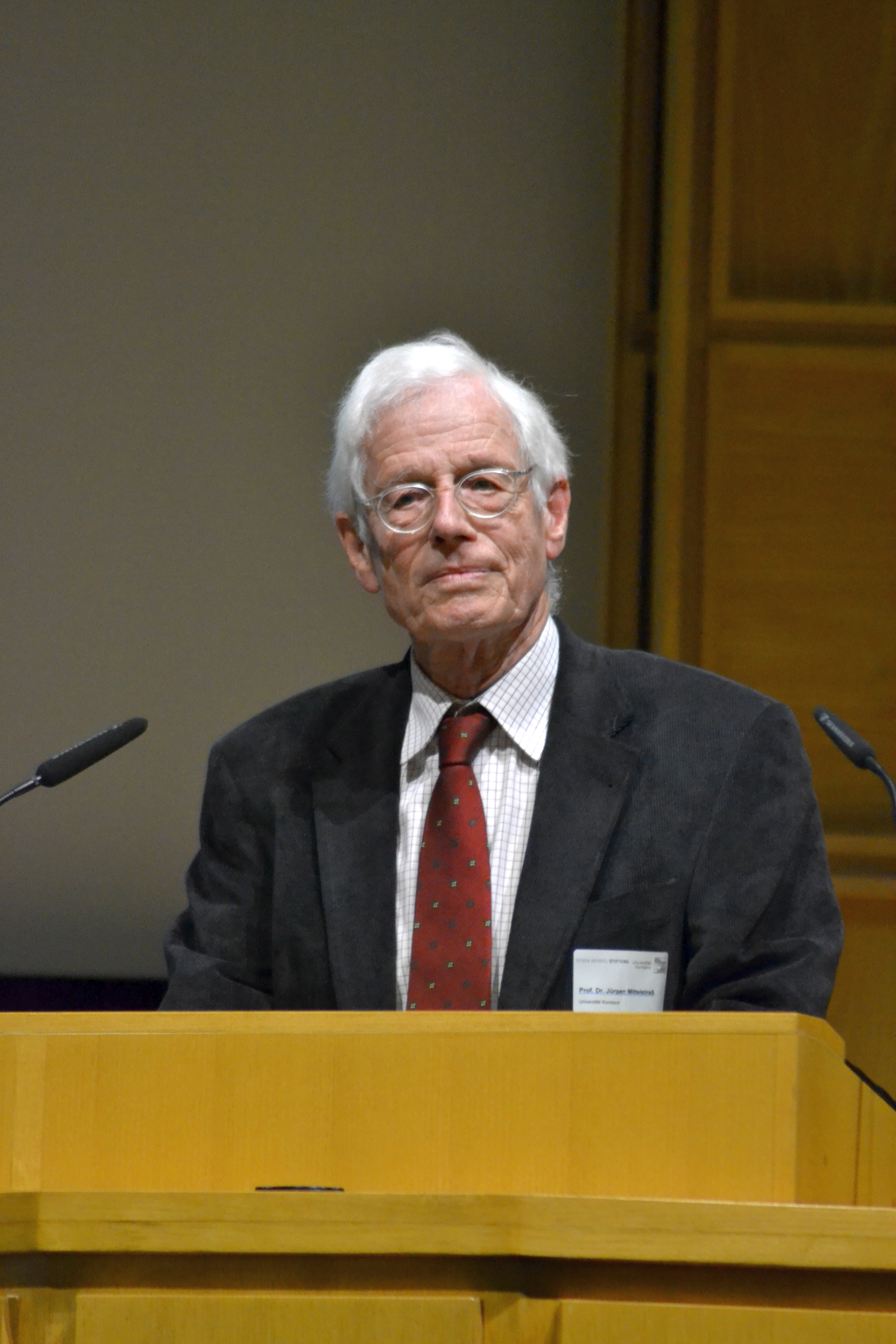
Jürgen Mittelstraß (2015)

Jürgen Mittelstraß (* 11. Oktober 1936 in Düsseldorf) ist ein deutscher Philosoph mit dem Schwerpunkt Wissenschaftstheorie. Er ist der Begründer und Herausgeber der Enzyklopädie Philosophie und Wissenschaftstheorie.

## Leben
Jürgen Mittelstraß studierte von 1956 bis 1961 Philosophie, Germanistik und evangelische Theologie an der Friedrich-Alexander-Universität Erlangen-Nürnberg, Rheinischen Friedrich-Wilhelms-Universität Bonn und der Universität Hamburg. In Erlangen wurde er Mitglied des Corps Rhenania Erlangen. 1960 wurde er Stipendiat der Studienstiftung des deutschen Volkes. 1961 wurde er in Erlangen mit der philosophischen Arbeit Die Rettung der Phänomene. Ursprung und Geschichte eines antiken Forschungsprinzips mit summa cum laude zum Dr. phil. promoviert. Nach einem Postgraduiertenstudium in Oxford 1961/62 war er von 1962 bis 1970 Wissenschaftlicher Assistent in Erlangen, wo er sich 1968 mit der Schrift Neuzeit und Aufklärung. Studien zur Entstehung der neuzeitlichen Wissenschaft und Philosophie habilitierte. 1970 war er Visiting Professor an der University of Pennsylvania.
Von 1970 bis 2005 war Mittelstraß Ordinarius für Philosophie und Wissenschaftstheorie an der Universität Konstanz, seit 1990 zugleich auch Direktor des Zentrums Philosophie und Wissenschaftstheorie. 1999 war er Präsident des XVIII. Deutschen Kongresses für Philosophie in Konstanz unter dem Titel Die Zukunft des Wissens. Seit 2006 ist er Direktor des Konstanzer Wissenschaftsforums.
2011 wurde er zum TUM Distinguished Affiliated Professor an der Technischen Universität München ernannt. 2015 erfolgte die Ernennung zum Honorarprofessor der Universität Salzburg.
Mittelstraß ist seit 1962 verheiratet und hat vier Töchter.

## Wirken
Die Forschungsschwerpunkte von Mittelstraß sind die Allgemeine Wissenschaftstheorie, Philosophie- und Wissenschaftsgeschichte, Erkenntnistheorie, Sprachphilosophie und die Kulturtheorie. Mittelstraß gilt als einer der Hauptvertreter und Mitgründer der Erlangen-Konstanzer Schule, einer geschichtlich, enzyklopädisch und an der transdisziplinären Vernunft orientierten Weiterentwicklung des Methodischen Konstruktivismus von Wilhelm Kamlah und Paul Lorenzen. Dieser Kreis entstand aus der engen wissenschaftlichen Zusammenarbeit mit Kuno Lorenz, Friedrich Kambartel, Peter Janich und etlichen anderen seit 1970.
Ein in den 1970er Jahren viel beachteter Aspekt der Arbeit von Mittelstraß bestand in einer Klärung der Bedeutung einer historischen Wissenschaftstheorie. Es geht Mittelstraß darum, Thomas S. Kuhns historischen Beobachtungen bei Aufrechterhaltung der Idee einer über-paradigmatischen Rationalität gerecht zu werden.
Mittelstraß verteidigt (ebenso wie Friedrich Kambartel und andere) gegen anderslautende Ansätze das Konzept der philosophischen Begründung, die in „lebensweltlichen Herstellungszusammenhängen fundiert ist.“ Mittelstraß führte die Unterscheidung von Orientierungs- und Verfügungswissen ein und hebt die weltbildgenerierende Kraft der Wissenschaften hervor. Der Ansatz von Mittelstraß hat methodische und zugleich normative Ambitionen.
Für Mittelstraß ist Philosophie „ein auf kritische Reflexivität, Transdisziplinarität und methodische Konstruktivität angelegtes Wissen“. Sie sei „ihrer Systematik und Geschichte nach der Ort, an dem sich die epistemischen und gesellschaftlichen Linien kreuzen.“ Mittelstraß ist ein energischer Verfechter einer gewichtigen Rolle der deutenden Geisteswissenschaften für die moderne Leonardo-Welt (gemachte Welt). Das konstruktive Ingenieurtum wird immer wieder durch den deutenden und glaubenden Aspekt ergänzt. Konstruktion und Hermeneutik bedingen einander in einer transdisziplinären Vernunft, in der die Leonardo-Welt und Leibniz-Welt (gedeutete Welt) letztlich zusammenfallen.
Mittelstraß hat über 40 Bücher und Aufsatzsammlungen und über 40 Buchherausgaben veröffentlicht; zudem mehrere hundert wissenschaftliche Aufsätze. Er ist in Verbindung mit Martin Carrier und Gereon Wolters Begründer und Herausgeber der Enzyklopädie Philosophie und Wissenschaftstheorie (in der Erstauflage vier Bände, 1980–1996; von 2005 bis 2018 entstand die acht Bände umfassende zweite, neu bearbeitete und wesentlich erweiterte Auflage), „das größte allgemeine Nachschlagewerk zur Philosophie im deutschsprachigen Raum“.

### Wissenschaft als Lebensform
Jürgen Mittelstraß charakterisiert die Wissenschaft als eine Lebensform. Als Aspekt, der in seinen Texten immer wieder hervortritt, stellt diese Beschreibung der Wissenschaft insbesondere auch vor dem Hintergrund der ihr zukommenden Orientierungsfunktion den programmatischen Kern für große Teile seiner Wissenschaftstheorie dar, um den viele weitere seiner Ausführungen zur Wissenschaft in Politik und Gesellschaft, ihren Institutionen, ihrer Geschichte und nicht zuletzt ihrer Legitimation und Akzeptanz kreisen.
Der Wissenschaft, verstanden als Lebensform, liege der Begriff der Praxis zugrunde: Der Begriff der Lebensform ist dadurch gekennzeichnet, dass sie eine Praxis sei, ein Tun oder ein Handeln unter einer Vernuftperspektive, dem eher ein Können als ein Wissen entspricht. Eine Praxis, die dadurch ausgezeichnet ist, dass sie auf moralischen Formen begründet ist und als eine (Mittelstraß bezieht sich auf den aristotelischen Begriff der Theoria) das Leben betreffende Orientierung daherkommt, also dem „[…] Leben seine Form – seinen letzten Orientierungsrahmen [gibt].“
Wissenschaft sei ursprünglich vom antiken bios theoretikos geprägt – vom theoretischen Leben, welches die theoria als Lebenswegorientierung begreift. Die Theorie, die der Gegenstand der Wissenschaft ist, sei also eine das Leben durchdringende Form und nicht bloß „[…] ein Wissen, das Lehrbücher füllt und in eigens dafür hergerichteten Institutionen, den Universitäten, vermittelt wird […].“ Der Begriff der Wissenschaft ist für Mittelstraß somit nicht bloß eine in einem herkömmlichen Sinne verstandene Form der besonderen Wissensbildung, gesellschaftliche Veranstaltung im Rahmen vor dem Hintergrund eines institutionellen Charakters, sondern auch und eigentlich eine „Lebensform“.

#### Die Orientierungsfunktion der Wissenschaft
Weil Wissenschaft als Lebensform eine Orientierung vermittle, spricht Mittelstraß von einer Orientierungsfunktion, die der Wissenschaft zukomme. Um dies deutlich zu machen, unterscheidet er den Begriff der Bildung von dem der Ausbildung.
Ausbildung sei das bloße Aneignen von Informationen und eine Form des habenden, besitzenden oder kurz des „Verfügungswissen“. Im Gegensatz dazu meine Bildung das Umgehen mit diesen Informationen des Verfügungswissens. Dieses sei ein verstehendes und erkennendes Wissen, das mit Identitätsfindung und der Ausbildung eines Habitus zu tun habe. In Mittelstraß’ Worten ist die Bildung „[…] ein Medium, in dem es dem Einzelnen [dem Subjekt] gelingen soll, in seiner besonderen Lebensform das Allgemeine (im Sinne einer überwundenen reinen Subjektivität) zu verwirklichen.“ Wahres (gebildetes) Wissen – Bildung – sei also „Orientierungswissen“, das dem verstandlosen, technischen Verfügungswissen (der „verfügenden Rationalität“) seine Richtung anzeige, indem es dieses deutet und aufklärt („orientierende Rationalität“).
Mittelstraß kritisiert, dass diese Orientierungsfunktion der Wissenschaft den Universitäten zunehmend abhanden komme. Bedingt durch die Entkopplung von Bildung und Wissenschaft sei nun Ausbildung an die Stelle der Bildung getreten, wodurch vermehrt die verfügende, rein technische Seite des Wissen im Vordergrund stehe.
Diese der Wissenschaft zukommenden Orientierungsfunktion ist, Mittelstraß zufolge, ein wesentliches Kennzeichen der Wissenschaften im Allgemeinen. In den Geisteswissenschaften jedoch zeigt sich dieses Charakteristikum auf besondere Weise.

#### Die Rolle der Geisteswissenschaften
Geisteswissenschaften werden von Mittelstraß im Kontrast zu den rationalisierten, positiven (insbesondere den Natur-) Wissenschaften und der immer stärker produktionsorientierten, technisierten, modernen Gesellschaft unterschieden. Vor diesem Hintergrund machen sich die Geisteswissenschaften jenes Orientierungswissen insbesondere zu eigen. Sie sorgen für identitätsbestimmende Substanz in der geschichtslosen Hülle einer rein technischen Rationalität. Die Geisteswissenschaften sorgen damit für ein gebildetes Wissen in dem oben genannten Sinne. Das Umgehen mit Informationen macht den aufklärenden und handlungsanleitenden Charakter der Geisteswissenschaften gegenüber dem informierenden Charakter der positiven Wissenschaften aus. Im Nach- und Vorausdenken liege nach Mittelstraß die eigentliche Kraft der Geisteswissenschaften. (Eine Kraft, die von ihm als „Prinzip Urteilskraft“ bezeichnet wird).
Jürgen Mittelstraß plädiert damit für einen ursprünglichen Bildungs- und Wissenschaftsbegriff (einen, den er selbst als „unzeitgemäß“ bezeichnet). Mit seinem Anliegen, dieses Verständnis in der gegenwärtigen Universitäts- und Bildungsentwicklung wieder salonfähig zu machen, erhebt er damit auch eine Stimme in den wissenschaftspolitischen Reformbemühungen des letzten Jahrhunderts, allen voran der Bologna-Reform.

### Wissenschaft in Politik und Gesellschaft

#### Information vs. Wissen
Den Zusammenhang und das Verhältnis von Wissen und Information versteht Mittelstraß so, dass die Information zwar dem Wissen folge, selbst aber kein Wissen generiere.
Wissen im echten Sinn ist „Wissen, das seinen Sitz in einem selbsterworbenen, selbst Wissen produzierenden und sich methodisch und kritisch auf dieses Wissen beziehenden Sachverstand hat“.
In einem herkömmlichen Sinn gibt es auch „Wissen, das als mitgeteiltes einfach übernommen und weiterverarbeitet wird“. In diesem Fall spricht Mittelstraß aber von Nutzern oder auch Anwendern des Mediums Information (und nicht von Wissen im echten Sinn).

#### Idee der epistemischen Autonomie
Mittelstraß geht davon aus, dass ein dominantes Selbstverständnis unserer Gesellschaft als Informationsgesellschaft die epistemische Autonomie bedroht. Unter epistemischer Autonomie versteht er die Selbständigkeit in der Wissensbildung des Einzelnen und das Verfügen über das eigene Wissen.
Die Informationswelt führt also dazu, dass das Wissen dem Menschen fremd und unzugänglich wird; die epistemische Autonomie geht verloren.
Für unsere gegenwärtige Gesellschaft und ihr Selbstverständnis heißt das: Durch das reine Beschwören einer Informationsgesellschaft kommt man nicht weit. Denn der Gesellschaft fehlt so Orientierungswissen. „Die Informationswelt ist keine Orientierungswelt, auch wenn in rationalen Kulturen jede Orientierungswelt (zunehmend) Elemente eines ‘Informationswissens’ enthalten muß.“

#### Verbindung von Wissenschaft und Politikberatung
Nach Mittelstraß soll sich die wissenschaftliche Politikberatung nach dem angelsächsischen Modell des science advisors richten. Die Politik müsse die Wissenschaft also von sich aus und unter eigenem Aufwand integrieren, denn die Wissenschaft gehört nach Mittelstraß der Gesellschaft. Eine mündige und gebildete Gesellschaft könne diesen Aufwand von der Politik einfordern; der Mehrwert der Wissenschaft für die Politik sei der Bevölkerung selbst evident.
Lentsch hingegen plädiert dafür, dass die wissenschaftliche Politikberatung aktiv auf den politischen Meinungsbildungsprozess Einfluss nehmen sollte. Der wissenschaftlichen Verantwortung muss die Politikberatung dann aus eigener Kraft und in eigener Einsicht gerecht werden und aktiv in die Politik und Entscheidungsprozesse eingreifen und Einfluss nehmen. Denn grundsätzlich ist die Wissenschaft für Probleme mitverantwortlich und steht in den Diensten der Politik. Nur durch aktives Mitgestalten der Politik kann sich die Wissenschaft auf angemessene Weise (und gemäß ihrer Verantwortung) der Bevölkerung dienlich machen. Lentsch geht davon aus, dass die Wissenschaft dadurch bei der Bevölkerung Akzeptanz und Legitimität erlangt, welche ihr andernfalls fehlt.
Diese Position von Lentsch widerspricht aber Mittelstraß' Vorstellung des informierten Bürgers. Mittelstraß versteht den aufgeklärten und mündigen Bürger nämlich als eine informierte Person, die dazu auch noch selbstbestimmt ist und ihre Handlungen und Gedanken selbstverantwortet.

### Wissenschaft und ihre Institutionen

#### Die Universität als „Haus der Weisheit“
Mittelstraß sieht das Ziel von Wissenschaft im Ausbilden einer Lebensform und im Vermitteln von Orientierungswissen. Da die Universität die Institution ist, an der Wissenschaft betrieben wird, sollte auch das Ziel dieser Institution das Vermitteln einer Lebensform sein.
An der Universität sollten, Mittelstraß zufolge, ihre Mitglieder Orientierung sowohl in wissenschaftlichen als auch in lebensweltlichen Situationen gewinnen.
Dieses Orientierungswissen werde dabei nicht an einer verschulten Universität erworben, an der lediglich Informationen zusammengetragen und wiedergegeben werden. Erst bei der selbstständigen Durchdringung des Stoffes werde Orientierungswissen erworben. Dass Bildung unabhängig von Ausbildung als Wert geschätzt werden sollte, hängt damit zusammen, dass sie – der kantischen Tradition folgend – zu einer sittlichen Vervollkommnung des Menschen führe.
Die Universität müsse Forschung und Lehre verbinden können.

#### Vorschläge zur Reform des Bildungswesens
Mittelstraß sah 1994 zur Erreichung dieses Zieles noch einigen Handlungsbedarf. Die ursprüngliche Bildungsidee habe an der gegenwärtigen Universität nämlich die Tendenz zu einem Ausbildungsauftrag mit Berufsorientierung zu werden.
Eine Bürokratisierung an den Universitäten führe darüber hinaus vom freiwilligen Lernen weg und vernachlässige das selbständige Denken, das die Grundlage der Bildung ist. Das wissenschaftliche Interesse solle eine intrinsische Motivation haben.
Ein weiterer Kritikpunkt von Mittelstraß liegt im Wachstum und der Größe der Universität die jeweils eine Verschlechterung der Qualitätsstandards bewirke. Es brauche neue Reformen, die nur angemessen durchgeführt werden können, wenn die Universitäten kleiner werden, weniger Studenten haben und somit flexibler werden. Stattdessen sieht er einen Ausbau der Hochschulen vor, die den Ausbildungsauftrag wahrnehmen und somit Verfügungswissens bereitstellen.
Etwaige universitäre Reformen stünden gegenwärtig stärker als früher zwischen dem Anspruch einer modernen technischen Gesellschaft einerseits und dem Anspruch nach Bildung und Vervollkommnung des Menschen (d. h. der Herausbildung einer Lebensform).

### Historische Wissenschaftstheorie
Nach Mittelstraß ist die Wissenschaft eine Lebensform, die den Menschen in ihren schöpferischen Auseinandersetzungen den besten Orientierungsrahmen bietet. Daher stellt sich für ihn die Frage, wie sich dieser Orientierungsrahmen änderte, als sich wissenschaftliche Paradigmen änderten. Im Anschluss an Thomas Kuhn war ab der Mitte des 20. Jahrhunderts in der Wissenschaftsgeschichte die Auffassung etabliert worden, wissenschaftliche Paradigmen wären abgeschlossene Zeiträume, die jeweils einen ganz eigenen Plausibilitätsrahmen bilden würden. Nach jedem Paradigmenwechsel würden neue Anforderungen an das Wissen gestellt, die mit denen des vorherigen Paradigmas nicht mehr vergleichbar (inkommensurabel) wären. Mittelstraß nennt diese Position „wissenschaftstheoretischen Historismus“.

#### Weltbilder
Die wissenschaftlichen Paradigmen haben im Laufe der Geschichte in der Lebenswelt der Menschen verschiedene „Weltbilder“ generiert. Fand man etwa im vorklassischen Griechenland die Deutung natürlicher Wetterphänomene durch verschiedene Götter plausibel, ist dies heute anders: Das Auftreten, beispielsweise, von Gewitter wird uns vor allem dann plausibel, wenn wir verschiedene meteorologische Größen messen und dadurch mit unseren aktuellen Theorien das Gewitter erklären können.
Mittelstraß kommt in vielen seiner Texte immer wieder auf die verschiedenen Welten zu sprechen (Aristoteles-Welt, Leonardo-Welt, Leibniz-Welt usw.). Darunter sind jeweils Plausibilitätsstrukturen zu verstehen, die die Deutung lebensweltlicher Phänomene bestimmen und den Menschen bei ihrer Orientierung im Umgang mit der Welt helfen.
In der Aristoteles-Welt beispielsweise bestehen alle Dinge aus Stoff und Form und die Erde ist der kosmische Mittelpunkt. Außerdem wird für eine Bewegung immer eine treibende Kraft benötigt. Um das Weltzentrum befinden sich die vier Elemente nach Schwere schalenförmig geschichtet und es existiert darüber hinaus ein fünftes Element, der Äther, welches dem Raum eine Endlichkeit verleiht. An der Art, wie Aristoteles die Welt erklärt, zeigt sich nun ein hohes Mass an Erfahrungsevidenz. Das heißt, die aristotelische Erklärung bedient sich weitestgehend lebensweltlicher Vorstellungskraft und ist viel intuitiver als beispielsweise die Newton-Welt.
In der Newton-Welt herrscht zwar nach wie vor ein absoluter Zeit- und Raumbegriff, d. h. der Raum und die Zeit existieren unabhängig von Materie. Allerdings „bewegen sich [in ihr] nur noch schwere Massen in absoluter Zeit“. Durch welche Kräfte diese Massen angetrieben werden und wie sie sich entsprechend bewegen, ist vorherbestimmt (mechanistisches Weltbild) und kann einfach berechnet werden. Die Newton-Welt ist somit um einiges abstrakter als die Aristoteles-Welt und macht Annahmen, die weniger intuitiv sind. Die Plausibilität ergibt sich vor allem daraus, dass aufgrund von Berechnungen präzise Vorherbestimmungen des Geschehens möglich sind.
Die Einstein-Welt ist dann nochmals um ein Vielfaches weiter von der lebensweltlichen Erfahrung weg. In ihr existiert ein relativer Raumzeit-Begriff. Das heißt die vierdimensionale Raumzeit wird erst durch die Existenz von Materie kreiert: Die Vorstellung, dass wir uns durch einen Raum bewegen, der unabhängig von unserem Dasein ist, wird verworfen. Viel eher werde mit jeder unserer Bewegungen ein neuer, anderer Raum erst erschaffen.

#### Transparadigmatische Rationalität
Mittelstraß gesteht dem wissenschaftstheoretischen Historismus deshalb den Befund zu, dass sich zu unterschiedlichen Zeiten der Wissenschaftsgeschichte also unterschiedliche Weltbilder etabliert haben und wieder verschwunden sind. Der wissenschaftstheoretische Historismus schließe aber zu Unrecht auf die Relativität „wissenschaftlicher Welten“ und damit ist gemeint: „Kuhns Theorie der Wissenschaftsentwicklung, in deren Rahmen Geltungsfragen nur noch unter Rekurs auf faktische Entwicklungen beantwortbar sind [...] In einer derartigen Konzeption ist Wahrheit und Falschheit, desgleichen Begründung, kein wissenschaftstheoretisches Thema mehr.“ Über Wahrheit und Falschheit einer Theorie dürfe also nicht die Geschichte entscheiden. Mittelstraß macht sich deshalb für eine „transparadigmatische“ Rationalität stark. Diese werde auch dadurch gestützt, dass einige Kriterien an eine gute wissenschaftliche Theorie in jedem Paradigma, jedem Weltbild, immer wieder auftauchen. Beispiele dafür seien Einfachheit, Widerspruchsfreiheit und Fruchtbarkeit.

### Legitimität von Wissenschaftskritik
Mittelstraß beschäftigt sich ebenfalls mit der Frage, in welchem Rahmen Kritik an der Wissenschaft berechtigt ist und in welchem Rahmen Wissenschaft selbstbestimmt agieren können muss. Einerseits spricht Mittelstraß von einem „Forschungsgebot“ und argumentiert für die Freiheit der Forschung. Wissenschaftsexterne Faktoren, wie z. B. gesellschaftliche Meinungen, dürfen keine Gründe sein, eine wissenschaftliche Theorie als illegitim zu bezeichnen. Legitimität oder Wahrheit einer wissenschaftlichen Theorie ist nur eine Frage von „(transsubjektiven) Begründungen und Bestätigungen“  – selbst innerhalb der Wissenschaft nur mit wissenschaftsinternen Normen verbunden.
Zusätzlich darf über die normative Gebotenheit von Forschung generell gesprochen werden. Wissenschaft brauche ethische Grenzen  und auch ethische Kritik gehöre zur Idee der Wissenschaft.

#### Wissenschaftsinterne und wissenschaftsexterne Faktoren von Wissensbildung
Um deutlich zu machen, auf welche Weise Wissenschaftskritik gerechtfertigt ist, unterscheidet Mittelstraß zwischen wissenschaftsinternen und wissenschaftsexternen Faktoren der Wissensbildung. Für die wissenschaftliche Wahrheit müssen wissenschaftsinterne und wissenschaftsexterne Faktoren voneinander unterscheidbar sein, sonst ist wissenschaftliche Wahrheit von Meinung nicht unterscheidbar.
Zu den wissenschaftsexternen Faktoren von Wissensbildung zählen gesellschaftliche Überzeugungen. Diese gesellschaftlichen Überzeugungen dürfen sich nicht, wie etwa im Lyssenkoismus, über wissenschaftsinterne Kriterien der Wissensbildung (Konsistenz, Überprüfbarkeit, Intersubjektivität, aber auch: Relevanz, Anwendbarkeit und Innovatität) stellen. Im Lyssenkoismus werden Erkenntnisse aus der Genetik mit der gesellschaftlichen Überzeugung verworfen, dass der Mensch ein Produkt seiner Umwelt sei.
Wichtig scheint Mittelstraß vor allem, dass bei Wissenschaftskritik „wissenschaftlich falsch“ und „gesellschaftlich nicht akzeptabel“ nicht verwechselt werden sollen. In Bezug auf die Gentechnik könnte das z. B. bedeuten: Wissenschaftliche Erkenntnisse über menschliche Gene dürfen nur wissenschaftlich, nicht gesellschaftlich (wissenschaftsextern) angezweifelt werden. Es darf aber gesellschaftlich verhandelt werden, ob überhaupt an den Möglichkeiten zur Veränderung von menschlichen Genen geforscht werden sollte.

#### Freiheit der Forschung und Begründungspostulat
Für Mittelstraß gehört zur Wissenschaft ein Begründungspostulat bei gleichzeitiger Forschungsfreiheit.
Zur Wissenschaft gehöre, dass alle Wissenschaftstreibenden in ihrer Forschung grundsätzlich die gleichen Freiheiten, Grundvoraussetzungen und Spielregeln haben sollten. In Fragestellung, Methodenwahl, Theoriewahl und öffentlicher Verbreitung sollen die gleichen Bedingungen zur Teilnahme am wissenschaftlichen Diskurs gelten.  Pluralistisch soll Wissenschaft aber nur insofern sein, dass Interessen und Argumente nicht im Vorhinein ausgeschlossen werden dürfen – sofern sie Kriterien von Wissenschaftlichkeit erfüllen.
Trotzdem dürfe nicht jede Theorie als gleich gut begründet gelten und müsse begründet werden. In Abgrenzung zu Paul Feyerabend spricht sich Mittelstraß gegen einen theoretischen Theorien- und Methodenpluralismus aus. Würden die Wege, die zu wissenschaftlicher Wahrheit führen, beliebig, so würde auch wissenschaftliche Wahrheit selbst beliebig.

#### Forschungsgebot
Laut Mittelstraß ist die menschliche Umwelt bereits zu artifiziell, zu sehr vom Menschen verändert, um ohne Forschung zu bestehen. Deswegen spricht Mittelstraß von einem „Forschungsgebot“. Eine Welt, die in dieser Weise menschengemacht ist, nennt Mittelstraß eine „Leonardo-Welt“. Leonardo-Welt-bedrohende Probleme, etwa die Ernährung einer wachsenden Weltbevölkerung, entstünden in einer solchen Welt auch unabhängig von der Weiterentwicklung der Wissenschaft.
Es besteht also nicht nur die Gefahr von zu wenig kritischer Reflexion über Forschung und dem Überschreiten ethischer Grenzen, sondern auch die Gefahr von zu wenig Forschung: Es müssen auch Erkenntnisgrenzen überschritten werden. Um zukünftige Probleme überwinden zu können, müsse selbst dann geforscht werden, wenn die Folgen der Forschung unübersehbar und unabsehbar sind. Damit grenzt sich Mittelstraß von Hans Jonas Verantwortungsethik ab.

## Mitgliedschaften
Jürgen Mittelstraß, der neben seiner wissenschaftlichen Tätigkeit immer wieder Reformen der Wissenschaften und Hochschulen fordert, anstößt und einflussreich organisiert, ist Mitglied in einer Reihe von bedeutenden wissenschaftlichen Gremien: 1985–1990 Mitglied des deutschen Wissenschaftsrats; 1985–1999 Mitglied des Auswahlausschusses der Alexander von Humboldt-Stiftung; 1992–1997 Mitglied des Senats der Deutschen Forschungsgemeinschaft (DFG); 1993–1999 Mitglied (Gründungsmitglied) des Deutsch-Amerikanischen Akademischen Konzils (Bonn / Washington, D.C.); 1993–1994 Mitglied des Strategiekreises beim Bundesminister für Forschung und Technologie; 1995–1998 Mitglied des Rates für Forschung, Technologie und Innovation beim deutschen Bundeskanzler; 2003–2015 Mitglied (seit April 2005 Vorsitzender) des österreichischen Wissenschaftsrates.
1997–1999 Präsident der Allgemeinen Gesellschaft für Philosophie in Deutschland.
Mitglied der Akademie der Wissenschaften zu Berlin (1987–1990), der Berlin-Brandenburgischen Akademie der Wissenschaften (Berlin), der Deutschen Akademie der Naturforscher Leopoldina (Halle/Saale), der Academia Europaea (London, Vizepräsident 1994–2000, Präsident 2002–2008), des Konvents für Technikwissenschaften der Union der deutschen Akademien der Wissenschaften e. V. (acatech), der Päpstlichen Akademie der Wissenschaften; Korrespondierendes Mitglied der Académie Internationale d’Histoire des Sciences (Paris) und der Österreichischen Akademie der Wissenschaften (Wien).

## Ehrungen und Auszeichnungen

### Ehrungen
- 1989: Gottfried-Wilhelm-Leibniz-Preis der Deutschen Forschungsgemeinschaft
- 1992: Arthur-Burkhardt-Preis
- 1993: Verdienstorden des Landes Berlin
- 1998: Lorenz-Oken-Medaille der Gesellschaft Deutscher Naturforscher und Ärzte
- 1999: Verdienstorden der Bundesrepublik Deutschland, Verdienstkreuz 1. Klasse
- 2000: Preis der Dr. Margrit Egnér-Stiftung
- 2000: Werner Heisenberg-Medaille der Alexander von Humboldt-Stiftung
- 2006: Bayerischer Verdienstorden
- 2007: Ehrensenator der Universität Erlangen-Nürnberg
- 2011: Österreichisches Ehrenkreuz für Wissenschaft und Kunst I. Klasse
- 2011: Verdienstmedaille der Universität Tartu (früher Dorpat), Estland
- 2012: Schöller Ehrenpreis des Dr. Theo und Friedl Schöller Forschungszentrums für Wirtschaft und Gesellschaft, Nürnberg
- 2012: Nicholas Rescher Prize for Systematic Philosophy, Universität Pittsburgh, USA
- 2015: Großes Silbernes Ehrenzeichen für Verdienste um die Republik Österreich

### Ehrendoktorate
- 2000: University of Pittsburgh, USA
- 2000: Humboldt-Universität zu Berlin
- 2000: Universität Alexandru Ioan Cuza Iași, Rumänien
- 2003: Universität Tartu, Estland
- 2004: Technische Universität Berlin, Dr.-Ing. E. h.
- 2007: Universität Duisburg-Essen

## Schriften (Auswahl)

### Monographien, Sammelbände und Aufsätze
- Die Rettung der Phänomene. Ursprung und Geschichte eines antiken Forschungsprinzips. De Gruyter, Berlin 1962, DNB 453411657 (zugleich Dissertation Universität Erlangen-Nürnberg 15. Februar 1963, 281 Seiten DNB 481895299).
- Neuzeit und Aufklärung. Studien zur Entstehung der neuzeitlichen Wissenschaft und Philosophie. De Gruyter, Berlin u. a. 1970, ISBN 3-11-001825-0 (zugleich Habilitationsschrift Universität Erlangen-Nürnberg 1968/1969).
- Das praktische Fundament der Wissenschaft und die Aufgabe der Philosophie. In: Friedrich Kambartel, Jürgen Mittelstraß (Hrsg.): Zum normativen Fundament der Wissenschaft (= Wissenschaftliche Paperbacks. Grundlagenforschung. Studien. Band 1). Athenäum, Frankfurt am Main 1973, ISBN 3-7610-5602-8 (Mehrere Ausgaben).
  - Auszug in: Erich Menne (Hrsg.): Philosophisches Kolleg 2: Einladung zur Philosophie (= Philosophisches Kolleg. Band 2). Patmos, Düsseldorf u. a. 1977, ISBN 3-491-75502-6, S. 66–69, (Mehrere Ausgaben).
- Die Möglichkeit von Wissenschaft (= Suhrkamp-Taschenbuch Wissenschaft. Band 62). Suhrkamp, Frankfurt am Main 1974, ISBN 3-518-07662-0.
- Platon. In: Otfried Höffe (Hrsg.): Klassiker der Philosophie. Band 1: Von den Vorsokratikern bis David Hume. C. H. Beck, München 1981, ISBN 3-406-08048-0, S. 38–62.
- Wissenschaft als Lebensform. Reden über philosophische Orientierungen in Wissenschaft und Universität (= Suhrkamp-Taschenbuch Wissenschaft. Band 376). Suhrkamp, Frankfurt am Main 1982, ISBN 3-518-27976-9.
- Die Modernität der Antike. Zur Aufgabe des Gymnasiums in der modernen Welt (= Konstanzer Universitätsreden. Band 158). UVK – Universitäts-Verlag, Konstanz 1986, ISBN 3-87940-310-4.
- mit Martin Carrier: Geist, Gehirn, Verhalten. Das Leib-Seele-Problem und die Philosophie der Psychologie. De Gruyter, Berlin u. a. 1989, ISBN 3-11-011830-0.
  - Mind, Brain, Behavior. The Mind Body Problem and the Philosophy of Psychology. Revised and expanded english edition. De Gruyter, Berlin / New York 1991, ISBN 3-11-012876-4 (englisch).
- Der Flug der Eule – 15 Thesen über Bildung, Wissenschaft und Universität. In: Winfried Böhm, Martin Lindauer (Hrsg.): „Nicht Vielwissen sättigt die Seele“. Wissen, Erkennen, Bildung, Ausbildung heute. (= 3. Symposium der Universität Würzburg.) Ernst Klett, Stuttgart 1988, ISBN 3-12-984580-1, S. 129–146.
- Der Flug der Eule. Von der Vernunft der Wissenschaft und der Aufgabe der Philosophie (= Suhrkamp-Taschenbuch Wissenschaft. Band 796). Suhrkamp, Frankfurt am Main 1989, ISBN 3-518-28396-0.
- Die Wahrheit des Irrtums : über das schwierige Verhältnis der Geisteswissenschaften zur Wahrheit und über ihren eigentümlichen Umgang mit dem Irrtum. Universitätsverlag Konstanz, Konstanzer Universitätsreden 173, Konstanz 1989, ISBN 3-87940-372-4.
- mit Wolfgang Frühwald, Hans Robert Jauß, Reinhart Koselleck und Burkhart Steinwachs: Geisteswissenschaften heute. Eine Denkschrift (= Suhrkamp-Taschenbuch Wissenschaft. Band 973). Suhrkamp, Frankfurt am Main 1991, ISBN 3-518-28573-4.
- Leonardo-Welt. über Wissenschaft, Forschung und Verantwortung (= Suhrkamp-Taschenbuch Wissenschaft. Band 1042). Suhrkamp, Frankfurt am Main 1992, ISBN 3-518-28642-0.
- Die unzeitgemäße Universität (= Suhrkamp-Taschenbuch Wissenschaft. Band 1159). Suhrkamp, Frankfurt am Main 1994, ISBN 3-518-28759-1.
- Die Häuser des Wissens. Wissenschaftstheoretische Studien (= Suhrkamp-Taschenbuch Wissenschaft. Band 1390). Suhrkamp, Frankfurt am Main 1998, ISBN 3-518-28990-X.
- Wissen und Grenzen. Philosophische Studien (= Suhrkamp-Taschenbuch Wissenschaft. Band 1566). Suhrkamp, Frankfurt am Main 2001, ISBN 3-518-29166-1.
- Transdisziplinarität – wissenschaftliche Zukunft und institutionelle Wirklichkeit (= Konstanzer Universitätsreden. Band 214). UVK – Universitäts-Verlag, Konstanz 2003, ISBN 3-87940-786-X.
- Leibniz und Kant. Erkenntnistheoretische Studien. De Gruyter, Berlin 2011, ISBN 978-3-11-024533-2.
- Schöne neue Leonardo-Welt. Philosophische Betrachtungen. Aufsatzsammlung. Berlin University Press, Berlin 2013, ISBN 978-3-86280-061-2.
- Die griechische Denkform. Von der Entstehung der Philosophie aus dem Geiste der Geometrie. De Gruyter, Berlin 2014, ISBN 978-3-11-033618-4.
- Der philosophische Blick. Elf Studien über Wissen und Denken. Berlin University Press, Wiesbaden 2015, ISBN 978-3-7374-1300-8.
- Die Kunst, die Liebe und Europa. Philosophische Seitenblicke. Velbrück Wissenschaft, Weilerswist 2017, ISBN 978-3-95832-127-4.
- Theoria. Chapters in the philosophy of science. De Gruyter, Berlin 2018, ISBN 978-3-11-059282-5.
- Fröhliche Wissenschaft? Philosophische Grenzgänge zwischen Wissenschaft und Gesellschaft. Velbrück Wissenschaft, Weilerswist 2021, ISBN 978-3-95832-263-9.

### Enzyklopädie Philosophie und Wissenschaftstheorie
- als Hrsg. (Band 1–4) in Verbindung mit Martin Carrier (Band 3–4) und Gereon Wolters: Enzyklopädie Philosophie und Wissenschaftstheorie.[65] 4 Bände. Metzler, Stuttgart u. a. 1980–1996, ISBN 3-476-01354-5 (im Set)
  - Band 1: A – G. 1980, ISBN 3-411-01603-5.
  - Band 2: H – O. 1984, ISBN 3-411-01604-3.
  - Band 3: P – So. 1995, ISBN 3-476-01352-9.
  - Band 4: Sp – Z. 1996, ISBN 3-476-01353-7.
- 2. Auflage, Gesamtwerk: ISBN 978-3-476-02108-3.[66] 8 Bände. Metzler, Stuttgart u. a. 2005–2018
  - Band 1: A – B. 2005, ISBN 3-476-01372-3.
  - Band 2: C – F. 2005, ISBN 3-476-02101-7.
  - Band 3: G – Inn. 2008, ISBN 978-3-476-02102-1.
  - Band 4: Ins – Loc. 2010, ISBN 978-3-476-02103-8.
  - Band 5: Log – N. 2013, ISBN 978-3-476-02104-5.
  - Band 6: O – Ra. 2015, ISBN 978-3-476-02105-2.
  - Band 7: Re – Te. 2018, ISBN 978-3-476-02106-9.
  - Band 8: Th – Z. 2018, ISBN 978-3-476-02107-6.